# Viadukt Mohaka
Viadukt Mohaka je železniški viadukt, ki poteka čez reko Mohaka v severnem zalivu Hawke's Bay, na vzhodni obali Severnega otoka Nove Zelandije, blizu majhnega naselja Raupunga. Med letoma 1930 in 1937 ga je zgradil Oddelek za javna dela (PWD) za Oddelek novozelandskih železnic (NZR). Dolg je 276,8 metra in je s 95 metri najvišji viadukt v Avstralaziji.

## Ozadje
Gradnja železniške proge od Palmerston Northa do proge Gisborne se je začela leta 1872, ki je leta 1891 povezala Palmerston North z Napierjem. Severni del od Napierja do Wairoe in nato do Gisborna je sledil veliko kasneje, zgrajen je bil med letoma 1912 in 1942.
Odsek proge med Napierjem in Wairoa je potekal skozi težko pokrajino, ki je zahtevala težka zemeljska dela, pet predorov, pet visokih jeklenih viaduktov za prečkanje globokih sotesk in številne druge mostove. Napredek je bil počasen, saj so se deli proge postopoma odpirali, ko so bili odseki dokončani in predani Oddelku za železnice.
Po dokončanju proge od Wairoa do mesta viadukta konec leta 1930 so montažno jekleno konstrukcijo speljali iz majhnega pristanišča Waikokopu, približno 40 km vzhodno od Wairoa. Začelo se je z zabijanjem testnih pilotov in kopanjem 18,3 m do 21,3 m globokih temeljev v rečni strugi, omogočenih z uporabo tlačnih kesonov.
Takratna vlada se je soočila z velikimi finančnimi težavami po zlomu borznega trga v ZDA leta 1929 in začetku tega, kar je postalo velika depresija v tridesetih letih prejšnjega stoletja. Zaradi zmanjšanja stroškov so bila dela prekinjena na večini proge, čeprav so se dela na temeljenju nadaljevala na viaduktu Mohaka.
Nato je 3. februarja 1931 potres v Hawke's Bayu povzročil ogromno škodo tako na progi kot na pripadajočih delih. Skupaj s stalnimi finančnimi težavami je to povzročilo morebitno opustitev del vzdolž proge, čeprav so bili temelji viadukta Mohaka dokončani, preden so se dela ustavila.
Dela so mirovala do ponovnega zagona leta 1936, po spremembi vlade in določene stopnje okrevanja od depresije. Pripravljalna dela za dokončanje viadukta so se začela junija 1936, končani viadukt pa je uradno odprl minister za javna dela Bob Semple 1. julija 1937; dobil je vzdevek Meccano set Boba Sempla. Zgrajen je bil brez nesreč in pred rokom. Ko so katastrofalne poplave aprila 1938 odnesle del nizkega cestnega mostu, je bil viadukt začasno zaprt za promet, preden so po njem začeli voziti redni vlaki.

## Projektiranje in gradnja
Viadukt sta zasnovala John Lelliot Cull in William Langston Newnham, ki sta oba delala v glavni pisarni PWD. Zgrajen je iz komponent iz mehkega jekla, ki so bile montažne v delavnicah oddelka za javna dela na gori Maunganui blizu Taurange, poslane v Waikokopu in s tirnicami pripeljane na gradbišče.
Jeklenico so postavili s pomočjo žičnice čez sotesko za transport materiala, dejanska montaža pa je trajala sedem mesecev. Skupaj viadukt vključuje 1824,7 ton jekla, ki ga drži skupaj približno 450.000 zakovic.
Po dokončanju je bil viadukt Mohaka s 95 metri četrti najvišji na svetu in ostaja najvišji viadukt v Avstralaziji. Sestavlja ga dvanajst razponov grednih nosilcev – štirje razponi po 15,2 metra, eden 19,8 metrov, trije po 24,7 metra in štirje po 30,5 metrov – podprtih na šestih nosilnih stebrih.

## Trenutni status
Ta element inženirske dediščine Nove Zelandije je bil priznan kot del projekta Inštituta poklicnih inženirjev Nove Zelandije (IPENZ) »Inženiring do leta 1990«, ki ga je ustanova organizirala za pomoč pri praznovanju 150. obletnice Nove Zelandije leta 1990. Odkrita je bila plošča, ki označuje pomen tega železniškega viadukta kot del razvoja naroda.
Novozelandski sklad za zgodovinske kraje je registriral viadukt kot zgodovinski kraj 1. kategorije (registrska št. 4418).
Po hudi škodi zaradi neurja med Wairoo in Gisbornom ter dvomih o finančni sposobnosti preživetja proge je bil severni del proge od Napierja do Gisborna pregledan kot del načrta KiwiRail za spremembo smeri in je bil v začetku leta 2012 dejansko zaprt severno od Wairoa. Kasneje, 2. oktobra 2012, je KiwiRail napovedal ustavitev celotne proge od Napierja do Gisborna. Vlaki so spet začeli voziti leta 2019.

## Galerija
- Ta pogled gleda severozahodno s cestnega mostu na reki Mohaka.
- Stebri, ki podpirajo ploščati gredni most, gledano izpod vzhodnega opornika. Državna avtocesta 2 prečka nasprotni breg.
- Vetrobrani segajo precej nad ploščate nosilce.